# Jan Heemskerk (journalist)
Jan Heemskerk (Leidschendam, 21 september 1962) is een Nederlands journalist, columnist en voormalig hoofdredacteur van het maandblad Playboy. Heemskerk is een zoon van Jan Heemskerk sr., oud-hoofdredacteur van Panorama en Playboy.

## Biografie
Heemskerk behaalde bijna zijn hbo-diploma aan de School voor Journalistiek te Utrecht en ging daarna werken als redacteur bij het weekblad Libelle. Ook schreef hij columns en verhalen voor diverse tijdschriften als Volkskrant Magazine, Telegraaf Vrouw, Winelife en J|M Magazine. Vervolgens werd hij hoofdredacteur van vier tijdschriften: reisblad Globe (1994), MAN (1996), glossy FHM (2000) en Playboy (2004). Tot en met 2012 was hij de hoofdredacteur van het laatstgenoemde tijdschrift.
Samen met schrijfster Saskia Noort bracht Heemskerk het boek Jan & Saskia uit, over Seks en Liefde (2011). In 2014 volgde Jan & Saskia, De Naakte Waarheid. Ook kregen ze samen een column in glossymagazine LINDA. en stonden ze in Nederlandse theaters met een interactieve cabaretvoorstelling over de verschillen, frustraties en verwondering tussen man en vrouw.
In 2015 had Heemskerk samen met Marcel Langedijk een column in Flair (over alles wat je van mannen moet weten). Deze columns werden later gebundeld in Mannen, de Waarheid.
In 2016 schreef Heemskerk columns voor Kek Mama (over vaderschap), Winelife (over wijn en vrouwen). Ook is hij vanaf 2015 editor-at-large bij lifestylemannensite manners.nl.
Jan Heemskerk was in 2015 mede-initiatiefnemer van GLMRR.com, crowdfundingplatform voor glamourfotografie. In 2020 kwam hij regelmatig langs bij Koffietijd.

## Radio en televisiewerk
Heemskerk was op Radio 1 presentator van het wekelijkse programma Echte Jannen, samen met Jan Roos. Daarnaast is hij een van de vaste gasten in het praatprogramma RTL Late Night. In 2016 werd Heemskerk Senior Creative bij de afdeling Research en Development van MasMedia in Hilversum. Hij is ook maandelijks te gast bij RTL Koffietijd als 'vrouwenfluisteraar'.

### Bestseller 60
| Boeken met noteringen in de Nederlandse Bestseller 60 | Jaar van verschijnen | Datum van binnenkomst | Hoogste positie | Aantal weken | Opmerkingen                      |
| ----------------------------------------------------- | -------------------- | --------------------- | --------------- | ------------ | -------------------------------- |
| Jan & Saskia over seks en liefde                      | 2011                 | 16-02-2011            | 15              | 4            | in samenwerking met Saskia Noort |
| Jan & Saskia. De naakte waarheid                      | 2014                 | 15-02-2014            | 13              | 3            | in samenwerking met Saskia Noort |
| Als Jan het kan...                                    | 2018                 | 23-01-2019            | 60              | 1            |                                  |
| Als Jan het kan... Parkinson voor beginners           | 2025                 | 25-06-2025            | 60              | 1            |                                  |